# نورگیر (نمایش‌نامه اسپانیایی)
نورگیر (به اسپانیایی: El tragaluz) نمایش‌نامه‌ای است به قلم آنتونیو بوئرو بایخو که برای نخستین بار در ۷ اکتبر ۱۹۶۷ در تئاتر هنرهای زیبای مادرید به صحنه رفت.
در ایران این اثر نخستین بار به کارگردانی اشکان خیل‌نژاد در سی‌امین جشنواره تئاتر فجر، با بازی نوید محمدزاده (در نقش بیسنته)، پوریا رحیمی  سام (در نقش ماریو)، هوشنگ قوانلو (در نقش پدر)، ناهید مسلمی (در نقش مادر) و معصومه رحمانی (در نقش انکارنا) در ۱۳۹۰ به صحنه رفت. این اثر پس از گرفتن مجوز اجرا به دلیل «تلخ و سیاه‌نما» بودن از جدول اکران عمومی تئاتر شهر پایین کشیده شد.